# Force expéditionnaire terrestre et navale australienne

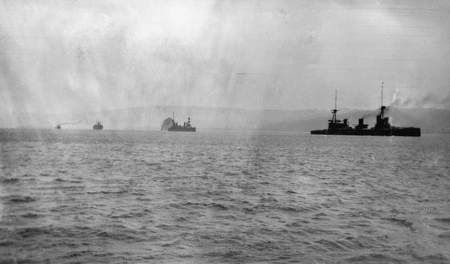
L'escadre australienne entre dans le port de Simpson, à Rabaul, en septembre 1914

La force expéditionnaire terrestre et navale australienne (AMNEF Australian Naval and Military Expeditionary Force) a été un petit détachement militaire d'environ 2 000 volontaires australiens qui, peu de temps après le déclenchement de la Première Guerre mondiale, se sont emparés et ont détruit les stations de radios de l'empire Allemand en Nouvelle-Guinée allemande, dans le sud-ouest du Pacifique. 
La Grande-Bretagne exigea que les installations de radios soient détruites parce qu'elles étaient utilisées par l'escadre allemande d'Extrême-Orient du vice-amiral Maximilian von Spee pour attaquer la marine marchande alliée dans la région. À la suite de la capture des possessions allemandes dans la région, la force d'occupation resta sur place pour la durée de la guerre. 
En parallèle, la Nouvelle-Zélande fournit une force d'occupation des Samoa allemandes. 

## Histoire

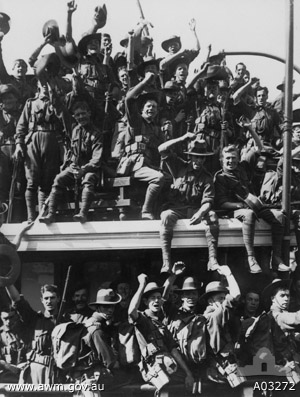
Embarquement de l'AMNEF à Sydney.

### Formation
L'AMNEF a commencé à être créée à la suite d'une demande du gouvernement britannique du 6 août 1914. Les objectifs de la force étaient les stations allemandes de Yap dans les îles Caroline, Nauru et Rabaul, en Nouvelle-Bretagne. L'ANMEF a été organisée sous la direction du colonel J.G. Legge et a été séparée de la formation de la Première force impériale australienne confiée au major-général William Throsby Bridges. L'ANMEF comprenait un bataillon d'infanterie (1 000 hommes) venant de Sydney et 500 réservistes de la marine et ex-marins qui acceptèrent de servir dans l'infanterie. Un autre bataillon de la milice du nord du Queensland, qui avait été dépêché à la hâte pour défendre l'île Thursday, a aussi fourni 500 bénévoles à la force. 
Sous le commandement du colonel William Holmes, l'ANMEF quitta Sydney à bord du Berrima et s'arrêta à Palm Island au large de Townsville jusqu'à ce que la force néo-zélandaise, escortée par les croiseurs Australia et  Melbourne et le croiseur français Montcalm, occupe Samoa, le 30 août. L'AMMEF se rendit ensuite à Port Moresby, où elle récupéra le contingent du Queensland contingent à bord du navire de transport de troupe Kanowna. La force s'embarqua pour la Nouvelle-Guinée allemande, le 7 septembre mais le Kanowna resta sur place à la suite d'une grève de son équipage.

### Débarquement à Rabaul
Au large de la pointe orientale de la Nouvelle-Guinée, le Berrima récupéra l'Australia ainsi que le croiseur léger Sydney et quelques autres destroyers. Le Melbourne partit seul pour détruire la station de Nauru. Le reste du groupe atteignit Rabaul le 11 septembre et trouva le port libre de forces allemandes. Le Sydney et le Warrego débarquèrent de petits groupes de soldats réservistes à Kabakaul et à Herbertshöhe, la capitale de la colonie allemande au sud-est de Rabaul. Ces groupes furent ensuite renforcés par des marins venant d'abord du Warrego et plus tard du Berrima. Dans la tentative de s'emparer de Kabakaul eurent lieu  les premières victimes australiennes de la guerre. Le premier soldat australien tué face à l'ennemi semble être le marin W.G.V. Williams qui a été blessé et est décédé le même jour. À la tombée de la nuit, la petite garnison allemande se rendit. 
Le 12 septembre au soir, le Berrima débarqua un bataillon d'infanterie de l'AMMEF à Rabaul. Le lendemain après-midi, le 13 septembre, bien que le gouverneur allemand n'ait pas encore capitulé, une cérémonie fut organisée pour célébrer l'occupation australienne de la Nouvelle-Bretagne. L'administration allemande s'était retirée à l'intérieur des terres, à Toma, et à l'aube, le 14 septembre, l'Encounter bombarda une crête près de la ville tandis que la moitié d'un bataillon avançait vers la ville soutenu par un canon de campagne.

### Reddition allemande
Ces tirs furent suffisants pour convaincre les Allemands d'entamer des négociations. L'accord de cessez-le-feu fut signé le 17 septembre et toute résistance des forces militaires coloniales allemandes cessa en Nouvelle-Guinée, les forces armées restantes, 40 soldats allemands et 110 autochtones, se rendant le 21 septembre. Un officier allemand, Hermann Detzner, organise une guérilla durant toute la durée de la guerre et ne se rendant que le 1er janvier 1919. La colonie allemande de Madang en Kaiser-Wilhelmsland (la Nouvelle-Guinée continentale) fut occupée le 24 septembre mais le croiseur allemand Cormoran qui était caché à proximité réussit à s'échapper. Au cours des deux mois suivants, les autres avant-postes allemands furent occupés. 
Les termes de la reddition permirent au gouverneur de la colonie, le Dr Eduard Haber, de retourner en Allemagne, tandis que les civils allemands pouvaient rester aussi longtemps qu'ils le voulaient s'ils acceptaient de prêter un serment de neutralité. Ceux qui refusèrent furent transportés en Australie d'où ils purent librement retourner en Allemagne. 
Les pertes de l'ANMEF furent légères, la plus importante étant la disparition du sous-marin australien AE1 de la classe E au cours d'une patrouille au large de Rabaul, le 14 septembre 1914.